# Ȼ
La c con barra (Ȼ, minúscula: ȼ) es una letra del alfabeto latino formada a partir de C con la adición de una barra diagonal que la atraviesa.
Su forma minúscula se usa en algunos sistemas de transcripción fonética para el sonido [ts]. En el alfabeto saanich se utiliza solo su forma mayúscula (ya que el saanich no tiene minúsculas) para representar el sonido [kʷ], y se usa en Unifon para representar la Africada postalveolar sorda [tʃ].

## Unicode
Ȼ no se agregó a Unicode hasta la versión 4.1 en 2005, y anteriormente no existía en los sets de caracteres. En consecuencia, pocas fuentes pueden mostrarlo. Debido a esto a menudo se sustituye en su lugar por el signo de centavo.
En Unicode ocupa las posiciones U+023B y U+023C.
| Carácter      | Ȼ                                  | Ȼ                                  | ȼ                                | ȼ                                |
| ------------- | ---------------------------------- | ---------------------------------- | -------------------------------- | -------------------------------- |
| Unicode       | LATIN CAPITAL LETTER C WITH STROKE | LATIN CAPITAL LETTER C WITH STROKE | LATIN SMALL LETTER C WITH STROKE | LATIN SMALL LETTER C WITH STROKE |
| Codificación  | decimal                            | hex                                | decimal                          | hex                              |
| Unicode       | 571                                | U+023B                             | 572                              | U+023C                           |
| UTF-8         | 200 187                            | C8 BB                              | 200 188                          | C8 BC                            |
| Ref. numérica | &#571;                             | &#x23B;                            | &#572;                           | &#x23C;                          |